# هزاره‌های افغانستان (کتاب)
هزاره‌های افغانستان: مطالعه تاریخ، فرهنگ، اقتصاد و سیاست کتابی است در مورد ریشه و تاریخ هزاره‌های افغانستان که توسط سید عسکر موسوی نوشته شده‌است.